# Mikojan-Gurewitsch MiG-6
Mikojan-Gurewitsch MiG-6 (russisch Микоян-Гуревич МиГ-6) ist die Bezeichnung für ein sowjetisches Flugzeug-Projekt von 1940.
Mikojan und Gurewitsch entwickelten nach den technischen Anforderungen für ein Konkurrenzmuster zur Iljuschin Il-2 das schwere, gepanzerte Schlachtflugzeug TSch (Tjaschely Schturmowik) unter der Projektbezeichnung „65“. Der vorgesehene offizielle Name bei Übernahme in den Truppendienst lautete MiG-6. Es blieb bei Papierarbeiten. Dies geschah parallel zu entsprechenden Arbeiten von Suchoi, die zur Suchoi Su-6 führten.

## Technische Daten
| Kenngröße             | Daten |
| --------------------- | --- |
| Länge                 | 8,85 m |
| Spannweite            | oben 8,60 m unten 12,40 m                                                                                 |
| Höhe                  | k. A. |
| Flügelfläche          | 32,40 m2                                                                                                  |
| Leermasse             | k. A. |
| max. Startmasse       | 4828 kg                                                                                                   |
| Höchstgeschwindigkeit | 426 km/h in Bodennähe (geschätzt)                                                                         |
| Dienstgipfelhöhe      | 7600 m (geschätzt)                                                                                        |
| Reichweite            | 740 km (geschätzt)                                                                                        |
| Triebwerk             | ein 12-Zylinder-V-Motor Mikulin AM-38 mit 1600 PS                                                         |
| Bewaffnung            | zwei 23-mm-MK WJa-23 (je 96 Schuss) sechs 7,62-mm-MGs SchKAS (je 750 Schuss) bis zu 500 kg Abwurfmunition |